# Crowley Lake (Californie)
Ne doit pas être confondu avec Lac Crowley.
Crowley Lake est une census-designated place du comté de Mono, dans l'État de Californie, aux États-Unis,. En 2020, elle compte une population de 980 habitants.